# Jacek Nieżychowski

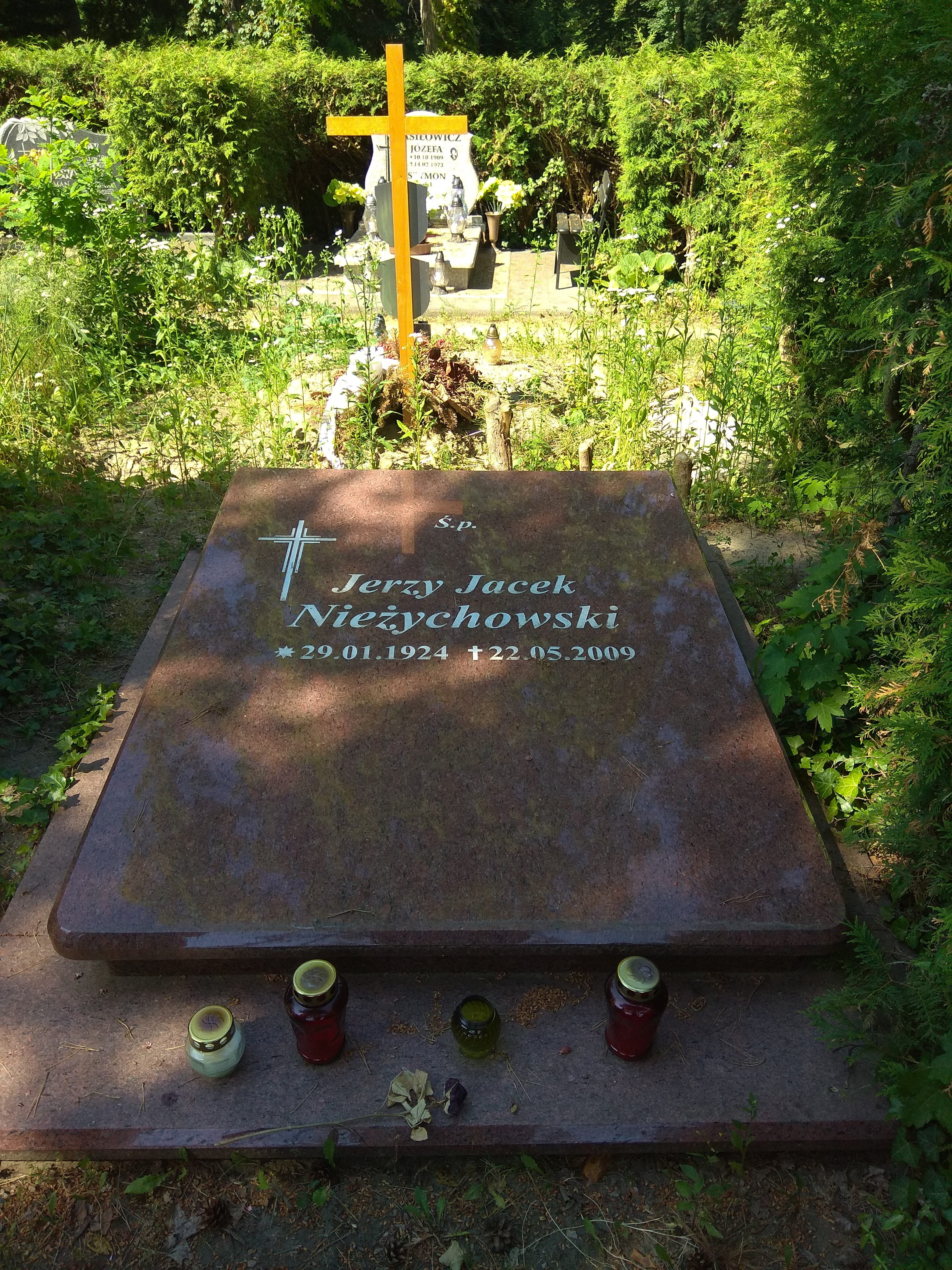
Grób Jerzego Jacka Nieżychowskiego na cmentarzu Centralnym w Szczecinie (kwatera 47B, rząd 20, nr grobu 1)

Jacek Jerzy Nieżychowski (ur. 29 stycznia 1924 w Chlewie, zm. 23 maja 2009 w Świnoujściu) – polski aktor, śpiewak operetkowy, artysta kabaretowy, dziennikarz, przedsiębiorca. Współtworzył popularny w latach 70. XX w. kabaret Silna Grupa pod Wezwaniem. Syn kapitana Kazimierza Nieżychowskiego (1892–1987).

## Życiorys
Urodził się 29 stycznia 1924 roku we wsi Chlewo w rodzinie kapitana WP Kazimierza Nieżychowskiego (1892–1987) i Aleksandry z domu Sieradzkiej (1900–1978), córki prof. Włodzimierza Sieradzkiego (1870–1941). Miał dwie starsze siostry bliźniaczki: śpiewaczkę Barbarę Łucję (1921–1970) i Annę (1921–2004).
Od 1946/1947 r. był związany ze Szczecinem. W 1947 r. rozpoczął pracę w Urzędzie Morskim, gdzie do 1949 r. był kierownikiem działu. Następnie, w latach 1949–1952, był asystentem w Wyższej Szkole Ekonomicznej i dyrektorem Technikum Eksploatacji Żeglugi i Portów (którego był współtwórcą). Jednocześnie studiował w  Szkole Głównej Planowania i Statystyki w Warszawie, którą ukończył w 1950 r. W Szczecinie założył pierwszy tamtejszy teatr muzyczny. Od 1951 do 1952 r. był aktorem i śpiewakiem w Szczecińskiej Agencji 
Artystycznej „ARTOS”, a w latach 1952–1957 występował jako solista Operetki Śląskiej w Gliwicach. Do Szczecina wrócił w 1956 r. i do 1959 r. był dyrektorem i kierownikiem artystycznym Operetki Szczecińskiej. W latach 1959–1967 był dyrektorem Wojewódzkiego Przedsiębiorstwa Imprez Artystycznych w Szczecinie, któremu podlegał organizacyjnie popularny Kabaret Wagabunda. W latach 1962–1963 organizował Festiwal Młodych Talentów w Szczecinie. W 1968 r. prowadził własną kawiarnię „Tenisowa” w Szczecinie. Od roku 1968 do 1974 występował w zespole muzycznym Silna Grupa pod Wezwaniem, którego był współzałożycielem  a od 1972 r. razem z Krzysztofem Litwinem, Andrzejem Zakrzewskim, Kazimierzem Grześkowiakiem i Tadeuszem Chyłą występował w kabarecie o tej samej nazwie.
Lata 80. XX wieku spędził w USA, gdyż zastał go tam stan wojenny. Od lat 90. XX wieku związany ze Świnoujściem, gdzie prowadził działalność gospodarczo-rozrywkową, pisał felietony. W 1999 r. wydał książkę kulinarną Kuchnia ziemiańska. Błogosławione cztery pory roku. W grudniu 2000 r. uhonorowany medalem za zasługi dla miasta Szczecina. W 2005 r. powstał film dokumentalny obrazujący życie i karierę Jacka Nieżychowskiego pt. Pan Jerzy Jacek Nieżychowski. Graf von Habe Nichts autorstwa zespołu TVP Szczecin.
29 maja 2009 został pochowany na cmentarzu Centralnym w Szczecinie (kwatera 47B).

## Filmografia
- 1966 – Kochajmy syrenki
- 1970 – Książę sezonu
- 1971 – Milion za Laurę
- 1976 – Polskie drogi
- 1977 – Lalka
- 1999 – Przygody dobrego wojaka Szwejka
- 2005 – Pan Jerzy Jacek Nieżychowski. Graf von Habe Nichts (dokument biograficzny)

## Rodzina
W 1942 ożenił się z Ewą Barbacką (1919–2003). Mieli troje dzieci: Magdalenę (1944–1990), Aleksandrę (ur. 1946) i Tomasza (ur. 1949).